# Территориальная прелатура Батанеса
Территориальная прелатура Батанеса (лат. Praelatura Territorialis Batanensis) — епархия Римско-Католической церкви с центром в городе Баско, Филиппины. Территориальная прелатура Батанеса распространяет свою юрисдикцию на провинцию Батанес. Территориальная прелатура Батанеса входит в митрополию Тугегарао. Кафедральным собором территориальной прелатуры Батанеса является церковь святого Доминика Гусмана.

## История
30 ноября 1950 года Римский папа Пий XII выпустил буллу Ad faciliorem, которой учредил территориальную прелатуру Батанеса и островов Бабуян, выделив её из епархии Тугегарао (сегодня — Архиепархия Тугегарао). В этот же день территориальная прелатура Батанеса и островов Бабуян вошла в митрополию Манилы.
29 июня 1951 года территориальная прелатура Батанеса и островов Бабуян вошла в митрополию Новой Сеговии.
21 сентября 1974 года территориальная прелатура Батанеса и островов Бабуян вошла в митрополию Тугегарао.
6 февраля 2002 года территориальная прелатура Батанеса и островов Бабуян была переименована в территориальную прелатуру Батанеса.

## Ординарии территориальной прелатуры
- епископ Peregrin de la Fuente Néstar (2.07.1951 — 14.05.1966);
- епископ Mario L. Baltazar (18.11.1966 — 1995);
- епископ Jose Paala Salazar (25.04.1996 — 23.11.2002);
- епископ Camilo Diaz Gregorio (13.09.2003 — 20 мая 2017, в отставке);
- епископ Danilo Bangayan Ulep (20.05.2017 — по настоящее время).

## Источник
- Annuario Pontificio, Ватикан, 2007
- Булла Ad faciliorem, AAS 43 (1951), стр. 198  (лат.)